# Neuroleon (Neuroleon) indistinctus
Neuroleon (Neuroleon) indistinctus is een insect uit de familie van de mierenleeuwen (Myrmeleontidae), die tot de orde netvleugeligen (Neuroptera) behoort. 
Neuroleon (Neuroleon) indistinctus is voor het eerst wetenschappelijk beschreven door Navás in 1912.